# Jack and the Beanstalk (film 1902)
Jack and the Beanstalk  è un cortometraggio muto del 1902 diretto da George S. Fleming e Edwin S. Porter.
È la prima versione nel cinema muto della popolare fiaba, Jack e la pianta di fagioli e in assoluto uno dei primi adattamenti cinematografici di una storia letteraria. L'attore bambino Thomas White, che interpreta la parte di Jack, era il figlio dell'operatore di Edison, Arthur White.

## Produzione
Il film fu prodotto dalla Edison Manufacturing Company. Venne girato a New York, negli studi Edison.

## Distribuzione
Distribuito dalla Edison Manufacturing Company, il film - un cortometraggio di 190,5 metri - uscì nelle sale cinematografiche degli Stati Uniti il 15 luglio 1902. La pellicola viene conservata negli archivi della Library of Congress.